# Pfeifente
Die Pfeifente (Mareca penelope, Syn.: Anas penelope) ist eine Art aus der Familie der Entenvögel (Anatidae). Ihr Brutgebiet erstreckt sich im Norden Eurasiens von Island bis zur Beringstraße. Vor Einsetzen des Winterfrostes ziehen die Pfeifenten in großen Scharen nach Ostafrika, Zentralindien und Indochina.

## Brutbestand
Der Brutbestand Europas wird auf 300.000 bis 360.000 Brutpaare geschätzt, während der europäische Winterbestand mehr als 1,7 Millionen Individuen umfasst. Die Pfeifenten sind in Mitteleuropa vor allem in der Winterzeit zu beobachten, wenn sie sich in großer Anzahl an der Küste einfinden. Vereinzelt gibt es außerdem übersommernde Pfeifenten sowie eine kleine westeuropäische Brutpopulation in den Niederlanden sowie Schleswig-Holstein, die aber insgesamt nur 35 bis 60 Brutpaare beträgt. Insgesamt ist eine Zunahme des westsibirisch-nordeuropäischen Bestands feststellbar, die eine Folge einer reduzierten Bejagung, einer Extensivierung der Salzwiesenbeweidung und einer zunehmenden Eindeichung an den Küsten und des dadurch größeren Angebots an Queller-Flächen ist.

## Merkmale

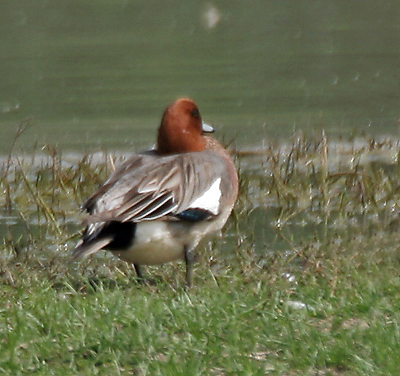
Erpel der Pfeifente, gut erkennbar sind das weiße Längsband und die metallisch grüne Einfassung des Flügelspiegels.

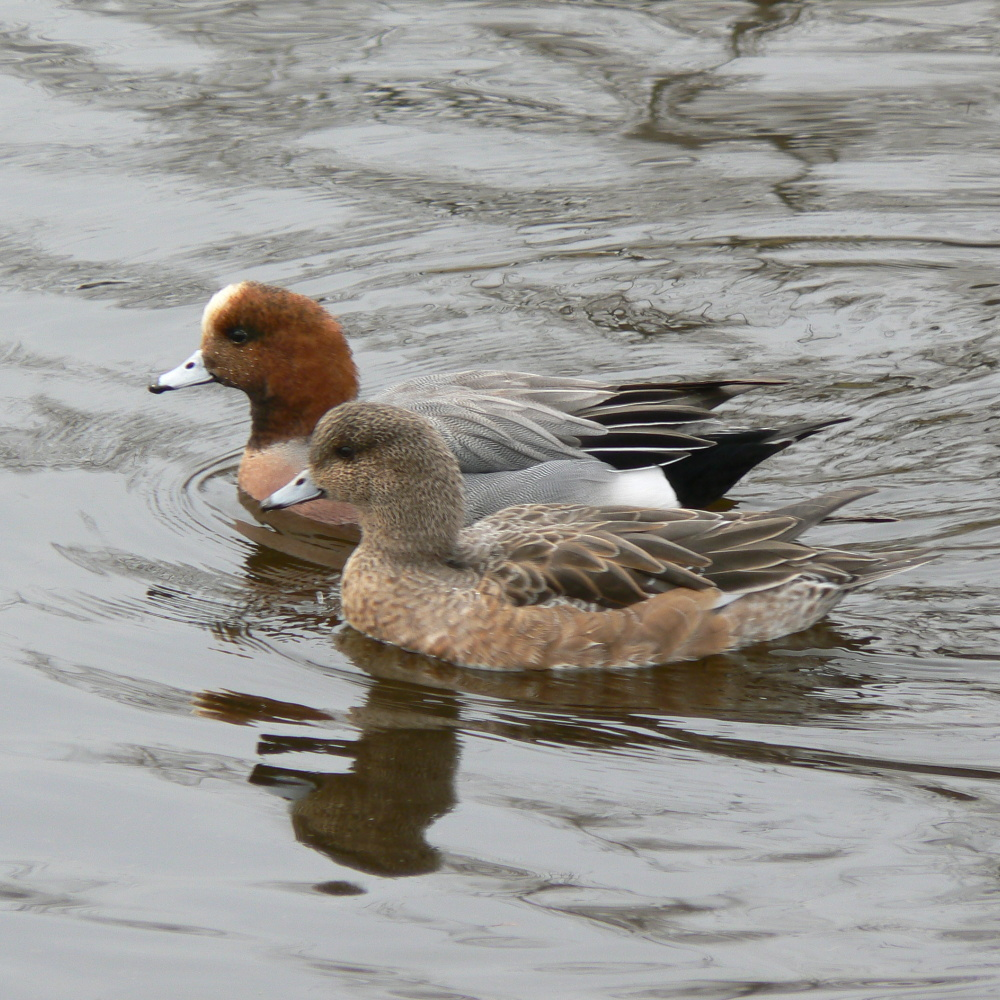
Pfeifentenpaar; vorne befindet sich das Weibchen.

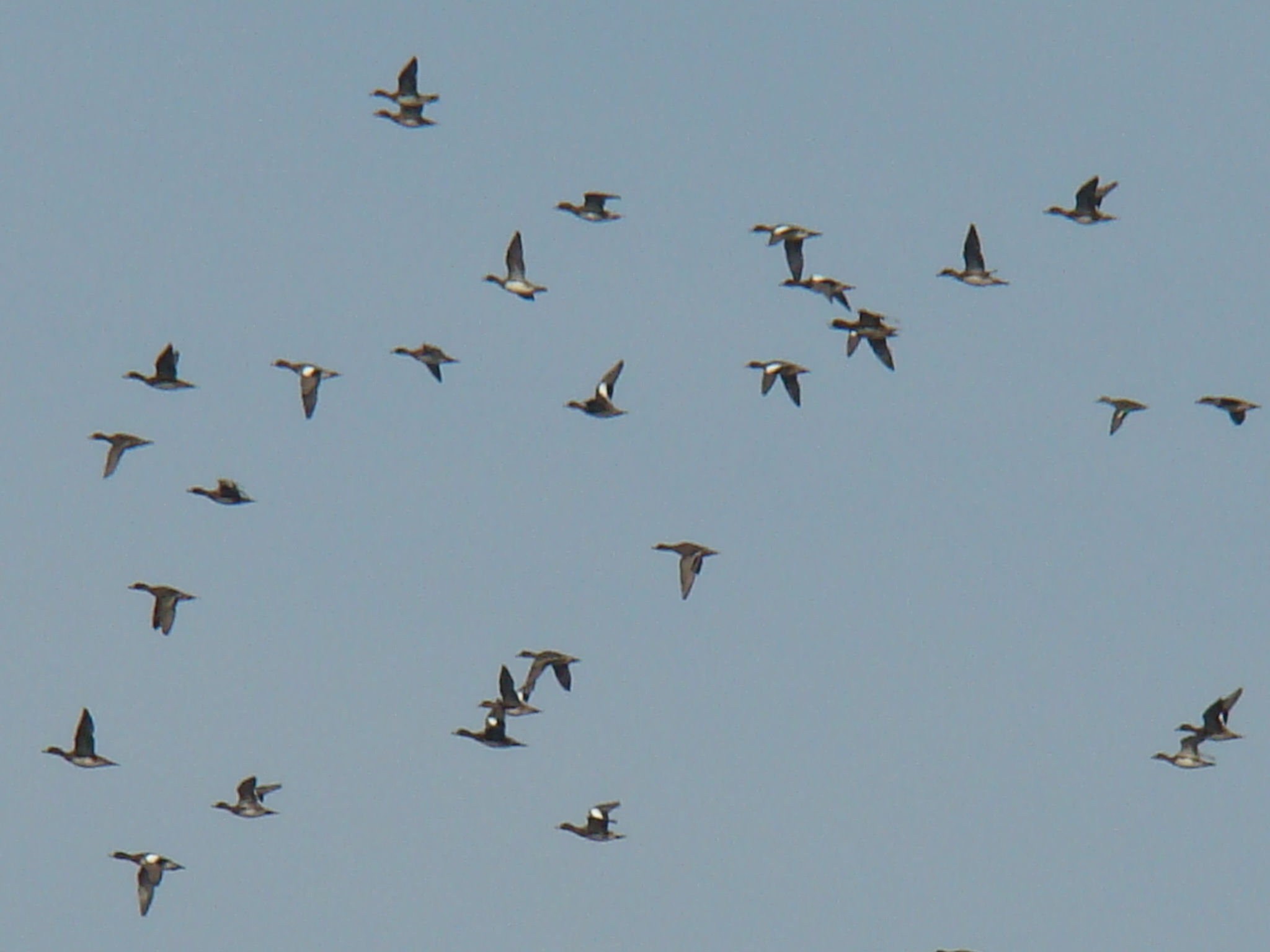
Schwarm fliegender Pfeifenten

### Erscheinungsbild ausgewachsener Pfeifenten
Die Pfeifente erreicht eine Körperlänge von 41 bis 51 cm, eine Flügelspannweite von 75 bis 86 cm sowie ein Gewicht von 500 bis 900 Gramm. Sie ist damit insgesamt etwas kleiner als die Stockente.
Die Geschlechter weisen einen deutlichen Geschlechtsdimorphismus auf. Auffälligstes Merkmal des Männchens im Prachtkleid ist der rotbraune Kopf, der an der Stirn eine weiße bis rahmgelbe Blesse aufweist, die sich bis zum Schnabelansatz fortsetzt. Beim Männchen ist die Brust graurosa, während das übrige Körpergefieder blassgrau ist. Die Bauchseite ist weißlich bis cremefarben gefärbt. Die Flügel weisen ein weißes von den Flügeldeckfedern gebildetes ausgehendes Flügelband auf, das bei schwimmenden Erpeln als weißes Längsband sichtbar ist. Es zieht sich von der Schulter seitlich bis zur Körpermitte. Nur als kleiner Fleck ist bei schwimmenden Männchen dagegen die metallisch grüne Einfassung der weißen Flügelspiegel zu sehen. Die Spitze des graublauen Schnabels ist schwarz. Im Ruhekleid ähneln sich Männchen und Weibchen.
Das Weibchen weist ganzjährig eine unauffällige bräunliche Färbung auf. An der Brust und den vorderen Körperpartien ist das Gefieder eher dunkelbraun. Kopf und Hals dagegen sind rotbraun gefiedert. Die Körperseiten sind hell gebändert und werden zum weißen Bauch hin heller. Das Längsband, das beim Männchen weiß ist, ist bei beim Weibchen hellgrau. Der Schnabel ist ähnlich wie beim Männchen graublau. Ihm fehlt jedoch die schwarze Spitze. Die Extremitäten beider Geschlechter sind graubraun bis fast schwarz.
Fliegende Pfeifenten sind gut an dem breiten weißen Feld zu erkennen, dass quer über die Vorderflügel verläuft. Der dunkel-grünliche Spiegel ist vorne und hinten weiß abgesetzt. Die Handschwingen sind dunkel graubraun. Der Schwanz ist zugespitzt und dunkel, der Bauch ist weiß abgesetzt. Der Flug ist schnell und Pfeifenten fliegen häufig in Trupps.

### Erscheinungsbild von Dunenküken und Jungvögeln
Die Dunenküken der Pfeifente weisen eine große Ähnlichkeit zu denen der Stockente auf. Sie sind jedoch etwas brauner und ihre Dunen sind etwas länger. Ihnen fehlt außerdem der dunkle Farbstrich von der Schnabelbasis über das Auge zum Nacken, der für die Dunenküken dieser Art charakteristisch ist. Einige Dunenküken der Pfeifente haben allerdings einen Farbstrich unterhalb des Auges. Die Körperunterseite ist cremefarben bis hellbraun. Zum Zeitpunkt des Schlupfes haben die Dunenküken einen schwarzgrauen Schnabel mit einem rotbraunen Nagel. Die Füße und Beine sind olivgrau, die Schwimmhäute schwarz. Bei heranwachsenden Pfeifenten werden Schnabel, Beine und Füße zunehmend heller, bis sie blaugrau sind.

## Stimme
Pfeifenten sind sehr ruffreudige Enten. Es ist der Ruf des Männchens, der zu dem deutschen Namen der Art geführt hat. Das Männchen leitet seine kurzen, scharfen, zwei- bis dreisilbigen pfeifenden wiu-Rufe häufig mit einem krr krkrkrr ein. Die wiu-Rufe sind auch während der Nacht zu hören und sind auffälliger Hinweis auf die Anwesenheit der Art. Für das Weibchen sind harte, ratternde rerr- und war-warrr-Rufe charakteristisch, die in verschiedenen Variationen erklingen, aber häufig gedehnt oder gereiht sind.
Fliegende Pfeifenten sind an ihrem hohen, pfeifend klingenden Fluggeräusch zu erkennen, das von den Schwingen erzeugt wird.

## Vorkommen
Die Pfeifente ist ein Brutvogel des Nordens Eurasiens und kommt als Sommervogel von Island bis Sachalin und Kamtschatka vor. Ihre nördliche Verbreitungsgrenze verläuft in etwa längs der Nordgrenze der Taiga. In ihrem asiatischen Verbreitungsgebiet entspricht dies in etwa 70° N. In der Tundra brütet sie nur ausnahmsweise. Die südliche Verbreitungsgrenze liegt im Baltikum bis zum südlichen Altai bei etwa 55° N.
In Europa ist die Pfeifente regelmäßiger Brutvogel auf Island, in Schottland, Nordengland, Norwegen, dem nördlichen und mittleren Schweden sowie weiten Teilen Finnlands. Die Nordgrenze ihrer europäischen Brutverbreitung wird auf der Halbinsel Kola erreicht. Sie brütet außerdem unregelmäßig in Wales und im Osten Englands. Im Norden Mitteleuropas ist sie ein eher seltener Brutvogel. Einzelne Bruten sind in den Niederlanden, auf Jütland, im Norden Deutschlands und in Polen beobachtet worden. In ihren Hauptbrutgebieten brütet sie an vegetationsreichen Seen und Teichen sowie in kleinerem Maße auch an langsam fließenden Flüssen der Taiga.
Auf ihrem Zug und im Winter ist sie in großer Zahl auch in Mitteleuropa zu beobachten. Sie bevorzugt während der Zugzeit flachgründige Gewässer und ist dann auch in überschwemmten Niederungsgebieten zu beobachten. In den Küstengebieten Belgiens und der Niederlande beträgt der Bestand der Pfeifenten fast 100.000 Individuen. Sie sind in dieser Zeit auch zu Tausenden an geeigneten Stellen an der deutschen Küste zu beobachten. Selbst am Bodensee finden sich gelegentlich hunderte dieser Enten ein. Großbritannien zählt zu den wichtigsten Überwinterungsplätzen. Hier beträgt der Winterbestand zwischen 150.000 und 250.000 Pfeifenten. Weitere 30.000 bis 40.000 überwintern an der Küste Irlands. Als reine Vegetarier verwenden sie in der Winterzeit einen großen Teil ihrer Aktivitäten auf die Nahrungssuche. Gemeinsam mit anderen Gänsen und Enten finden sie sich auf küstennahen Wiesen ein. Sie sind in dieser Zeit besonders häufig mit Ringelgänsen vergesellschaftet. Wegen der erheblichen Pflanzenmengen, die diese Tiere dabei aufnehmen, kommt es gelegentlich zu Problemen mit Landwirten.

## Lebensraum
Das bevorzugte Brutrevier der Pfeifente sind Sumpfgebiete der Taiga-Region mit vegetationsreichen Seen und Teichen. Sie dringt bis in die Strauchtundra vor. Dichte Wälder sowie Gebirge werden von ihr gemieden.

## Ernährung
Pfeifenten sind sowohl tagaktiv als auch dämmerungs- und nachtaktiv. In der Nacht können sie außerordentlich gut sehen, da die Rückseite der Augen eine Schicht enthält, die das einfallende Licht reflektiert. Die eigentlichen Sehnerven werden also doppelt vom Licht getroffen. Pfeifenten leben gesellig und sind stets in größeren Gruppen anzutreffen.
Pfeifenten ernähren sich grundsätzlich rein herbivor. Die Nahrungssuche findet in der Dämmerung und in der Dunkelheit statt. Zum Nahrungsspektrum gehören neben Wasserpflanzen auch Gräser, Sämereien und Kräuter an Land. Pfeifenten sind nicht auf bestimmte Pflanzen oder Pflanzenteile spezialisiert. Sie brauchen zwischen 300 und 400 g an Nahrung pro Tag. Zur Nahrungssuche wenden sie nahezu 15 Stunden täglich auf. Von dieser rein vegetarischen Nahrung weichen Pfeifenten gelegentlich ab, wenn ihr Lebensraum eine besonders große Anzahl an Insekten aufweist. Dies kommt zum Beispiel am Myvatnsee und in Teilen Russlands vor.
Die Pfeifente ist in ihrer Ernährung sehr anpassungsfähig. In ihrem britischen Überwinterungsgebiet ernährten sich die Pfeifenten bis zu Beginn der 1930er Jahre überwiegend von Seegras (Zostera). Nachdem dort die Seegrasbestände aufgrund einer Pflanzenerkrankung stark zurückgingen, fanden sich die Pfeifenten zunehmend auf Rastplätzen im Binnenland ein, wo sie Gras und Sämereien sowie in küstennahen Brackwässern Algen aufnahmen. Bis zu 10 Prozent ihrer Ernährung stellten Getreidekörner dar.
Auch ansonsten sind Pfeifenten in ihrer Ernährungsweise sehr anpassungsfähig. Einfluss auf die Umstellung in den Ernährungsgewohnheiten hat der Energiegehalt der jeweiligen Nahrungspflanzen. So fressen Pfeifenten, die im Wattenmeer rund um die westfriesischen Inseln sowie im Deltagebiet des Rheins überwintern, von September bis November überwiegend Pflanzen der Salzmarsch sowie Algen. Danach stellen sie sich auf Grünlandpflanzen wie Schwingel, Rispengräser und Weidelgräser um.

## Fortpflanzung

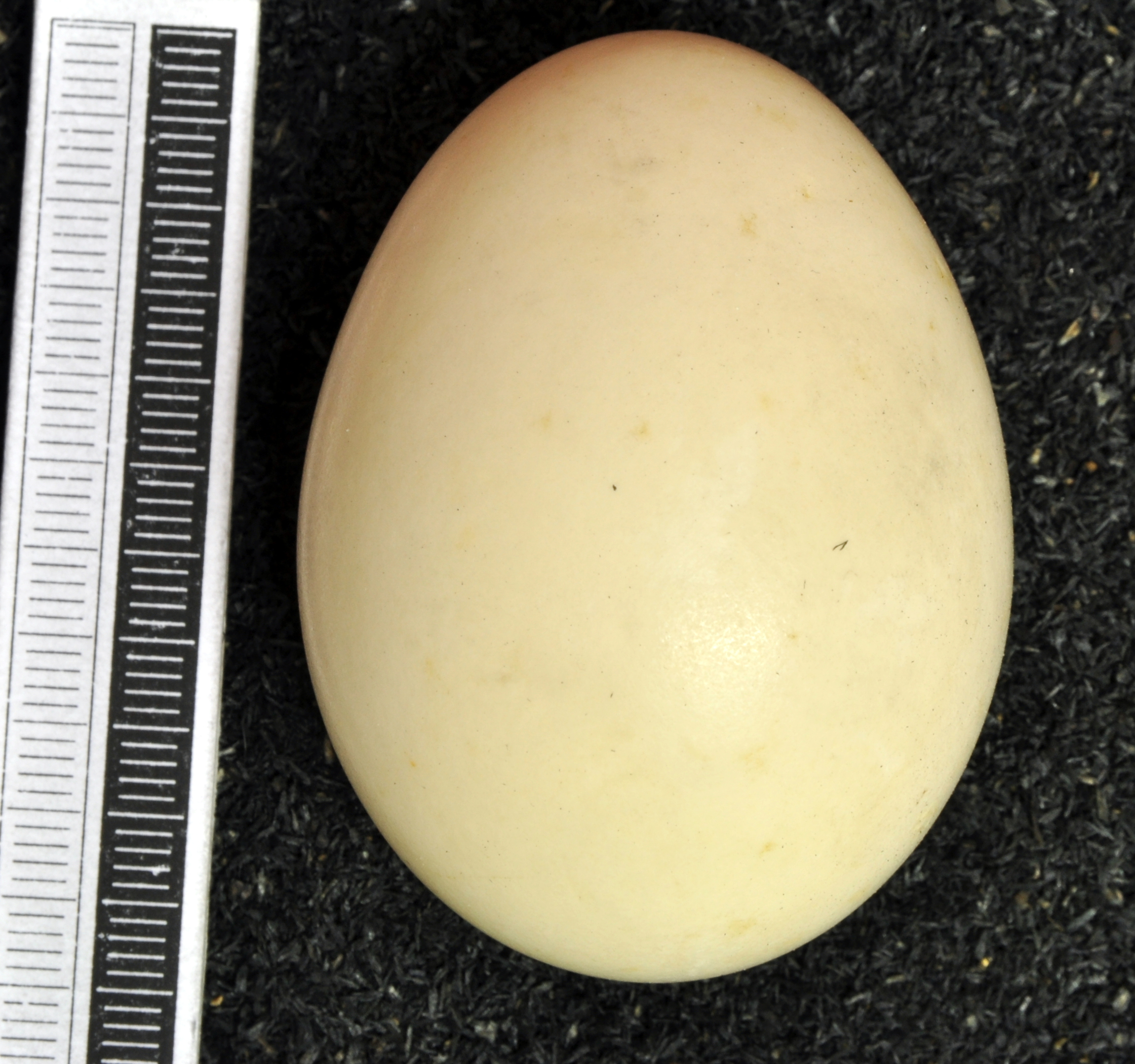
Ei, Sammlung Museum Wiesbaden

Die Pfeifente erreicht die Geschlechtsreife mit etwa zwei Jahren. Die Paarbildung erfolgt meist kurz nach Ende des Winters, die eigentliche Brutzeit erstreckt sich über die Monate Mai bis Juli. Der Legebeginn ist meist nicht vor Mitte Mai und erfolgt häufig erst gegen Ende dieses Monats oder zu Beginn des Junis. In ihren nördlichen Verbreitungsgebieten ist der Beginn der Brutzeit im Wesentlichen davon abhängig, wann die Schnee- und Eisschmelze einsetzt.
Pfeifenten sind Bodenbrüter. Das Nest wird im schützenden Uferdickicht angelegt und mit Federdunen ausgepolstert. Das Weibchen legt meist sechs bis zehn Eier, die eine Länge von knapp 50 mm aufweisen. Die Brutdauer beträgt etwa 22 Tage. Das Männchen hält sich die gesamte Zeit in der Nähe des brütenden Weibchens auf. Die Eier sind nach etwa 24 bis 25 Tagen ausgebrütet. Circa siebzig bis achtzig Prozent der Brut ist erfolgreich. Die Dunenküken schlüpfen innerhalb weniger Stunden kurz hintereinander, verlassen bald als Nestflüchter das Nest und folgen dem Muttervogel ins Gewässer.  Die Flugfähigkeit wird nach etwa 45 Tagen erreicht. Nur etwa 50 Prozent der geschlüpften Jungvögel werden auch flügge. Wesentliche Mortalitätsursache der Jungvögel sind schlechte Witterung und Prädatoren.